# José Alvarado
José Alvarado – peruwiański zapaśnik walczący w stylu wolnym. Zdobył złoty medal mistrzostw Ameryki Południowej w 2011 i srebrny w 2009 roku.